# 수도 (신안군)
수도(水島)는 전라남도 신안군 임자면 수도리의 부속 섬으로서, 임자도 해안에서 동쪽으로 약 1km인 해상에 위치한다. 물이 많아 '수도'로 불리며, 섬 중앙에 있는 산지가 최고점이고, 남쪽 산록부는 넓은 경지로 농경지와 취락지가 분포한다. 주민들은 농업과 어업에 종사하며, 쌀· 보리· 고구마 등을 생산하고, 연근해에서 낙지의 어획 및 김 양식이 이루어진다. 지도읍 점암 마을에서 정기적으로 여객선이 운행되고 있다.